# 10171 Takaotengu
10171 Takaotengu eller 1995 EE8 är en asteroid i huvudbältet som upptäcktes den 7 mars 1995 av de båda japanska astronomerna Masanori Hirasawa och Shohei Suzuki vid Nyukasa-observatoriet. Den är uppkallad efter den mytologiska varelsen Takaotengu.
Asteroiden har en diameter på ungefär 14 kilometer.